# Wii Party
Wii Party  är ett partyspel utvecklat av NDcube och släpptes av Nintendo till Wii. Spelet liknar i många avseenden Mario Party-serien, en annan spelserie från Nintendo. Spelet släpptes i Japan den 8 juli 2010, i Nordamerika den 3 oktober 2010, i Australien den 7 oktober 2010 och i Europa den 8 oktober 2010. Den fick blandade till positiva recensioner från kritiker och sålde 9,35 miljoner exemplar världen över i september 2021. En uppföljare, Wii Party U, släpptes för Wii U den 25 oktober 2013.

## Spelsätt
Wii Party har nio olika spellägen indelade i tre olika kategorier: Party Games, Pair Games och House Party Games. De flesta spellägen använder sig av Wii Partys 80 minispel. Spelet erbjuder även ytterligare lägen som exklusivt endast använder minispelen.

### Party spel
Partyspel är spel där upp till fyra spelare tävlar mot varandra.
Board Game Island
En spelare kastar tärningar och fortsätter det angivna antalet steg (Miis används som spelarnas spelpjäser). Den spelare som först når toppen av ön vinner.
Globe Trot
Spelare vänder på numrerade kort och flyttar det angivna antalet steg. Spelare vinner mynt i minispel som kan användas för att köpa till sig fördelar i spelet, till exempel så att kan man använda sig av flygplatser eller hamnar för att resa långa sträckor. När spelare når en hot spot kan de köpa ett souvenirfoto för 10 mynt. Efter 10 omgångar börjar övertid och den första spelaren som når en hot spot och tar ett souvenirfoto avslutar spelet och vinner ett bonusfoto. Den spelare som har samlat flest souvenirbilder vid den tidpunkten vinner. Om det blir oavgjort avgör antalet mynt vem som vinner.
Swap Meet
Spelare turas om att välja en Mii från mitten för att byta ut med en Mii från deras område. Spelare som samlar tre Miis med dräkter av samma färg i två olika rader vinner poäng. Olika bonusar baseras på hur Miis matchas. Den spelare som har flest poäng efter ett visst antal omgångar vinner.
Spin-Off
Spelare turas om att snurra ett hjul för att tjäna medaljer. Beroende på var hjulet stannar kan spelare vinna medaljer, förlora medaljer eller lägga till medaljer till banken. Spelare kan också vinna medaljer som sparats på banken genom att vinna minispel. Efter tio omgångar börjar övertid och spelet slutar efter tio omgångar eller tills någon spelare vinner en bankstrid. Spelaren med flest medaljer vinner.
Bingo
Spelarna bockar av Miis på sina bingokort som matchar Mii-kulor som faller från en stor bingomaskin. Om en minispelboll faller från bingoautomaten så spelar spelarna ett minispel och vinnaren bockar av en Mii som hen själv väljer. Den första spelaren som slutför en horisontell, vertikal eller diagonal rad får en bingo och är vinnaren av spelet.

### Parspel
Parspel är designade för två spelare och går antingen ut på att man ska samarbeta med varandra eller tävla mot varandra.
Friend Connection
Spelarna svarar på fem frågor innan de spelar ett samarbetsinriktat minispel för att testa om de är ett bra kemin är mellan personerna i paret. Spelarna i paret får högre poäng om deras svar på frågorna är identiska och om de gör det bra ifrån sig på minispelet.
Balance Boat
Spelarna arbetar tillsammans för att balansera tjugo Miis på seglen på ett skepp utan att välta skeppet.
Match-Up
Spelare matchar Miis som bär skjortor i samma färg i par för att få poäng. Färgen på Mii-skjortorna är gömda tills de väljs. Om spelare misslyckas med att matcha ett par, förlorar de sin tur. Spelarna spelar då och då duellminispel mot varandra för att vinna en andra tur. Spelaren med flest poäng i slutet av spelet är vinnaren.

### House Party
House Party Games är spel som fokuserar på och använder sig av den fysiska miljön runt spelarna.
Animal Tracker
Detta spel kräver minst två Wii-kontroller. Wii-kontrollerna är uppradade så att alla spelare kan nå dem. Ett djur kommer upp på skärmen och gör ett ljud. Sedan kommer varje Wii-kontroll också att göra ett djurljud men bara en av dem kommer att efterlikna djurljudet på tv-skärmen. Den som tar rätt Wii-kontroll får ett poäng. Först till 3 poäng vinner.
Hide ant Hunt
En spelare gömmer alla Wii-kontroller som kommer att användas. De andra spelare har sedan en viss tid på sig för att försöka hitta alla kontroller. Var tionde sekund kommer varje Wii-kontroll att spela ett djurljud för att göra det lättare att hitta dem.
Time bomb
Endast en Wii-kontroll används oavsett antal spelare. Spelare skickar den försiktigt medan de håller knappen som visas på skärmen. Om Wii-kontrollen skakas för mycket eller om fel knapp trycks in kommer bomben att explodera.
Word Bomb
Endast en Wii-kontroll används oavsett antal spelare. Spelare skickar det som om det vore en bomb efter att ha sagt ett ord som matchar den givna kategorin. Den som håller i bomben när den exploderar förlorar.
Buddy Quiz
Detta spel är det enda i House Party kategorin som kräver 3-4 spelare. Efter att ha valt en spelare att agera som "Buddy", försöker de andra spelarna att förutsäga kompisens svar på olika frågor om sig själva och få poäng för att förutsäga korrekt.

### Minispellägen
Free Play
Spelarna får själva välja fritt vilka minispel de vill spela
Battle
Två eller fyra spelare möts i minispel för att avgöra vem som vinner flest minispel.
Challange
Det här läget innehåller minispel som progessivt blir allt svårare för spelarna.
Solo
Detta är ett minispel för en spelare där spelaren spelar fem, tio eller femtio minispel för att försöka nå en raket och försöker hålla sig kvar så länge de kan.
Spot the Sneak
En spelare väljs ut för att få en hemlig fördel i ett minispel (men måste undvika att bli ertappad över att ha den fördelen) medan de andra gissar vem som har valts ut efter att minispelet är slut (den son har valts ut deltar också i gissningen men bestraffas inte för välja fel person). Spelarna som gissar korrekt får poäng, medan personen som har valts ut stjäl poäng från alla spelare som gör en felaktig gissning.

## Utveckling
Efter utvecklingen av Mario Party 8 lämnade flera spelutvecklare Hudson Softs för att istället börja arbeta för Nintendos dotterbolag NDcube. Wii Party avslöjades först för allmänheten av Satoru Iwata under E3 2010 den 7 maj 2010.

## Mottagande
| Mottagande      | Mottagande    |
| Samlingsbetyg   | Samlingsbetyg |
| Tjänst          | Betyg         |
| --------------- | ------------- |
| Gamerankings    | 70.44%        |
| Metacritic      | 68/100        |
| Recensionsbetyg |               |
| Publikation     | Betyg         |
| 1UP.com         | C−            |
| Eurogamer       | 7/10          |
| Game Informer   | 4.5/10        |

### Försäljning
Under sin första vecka efter att ha släppts i Japan sålde Wii Party 230 000 exemplar och var landets mest sålda spel den veckan. Den 5 oktober 2010 har Wii Party sålt över 1 350 791 exemplar i Japan. Spelet har sålt 9,35 miljoner exemplar världen över i september 2021.